# Подпрограмма
Подпрограмма (англ. subroutine) — поименованная или иным образом идентифицированная часть компьютерной программы, содержащая описание определённого набора действий. Подпрограмма может быть многократно вызвана из разных частей программы. В языках программирования для оформления и использования подпрограмм существуют специальные синтаксические средства — процедуры, функции и методы являются вариациями подпрограмм.

## Назначение подпрограмм
Подпрограммы изначально появились как средство оптимизации программ по объёму занимаемой памяти — они позволили не повторять в программе идентичные блоки кода, а описывать их однократно и вызывать по мере необходимости. В современной разработке важной функцией подпрограмм является организация кода, т.к. подпрограммы позволяют абстрагировать комплексные операции в виде одной команды.

## Преимущества
Преимущества разбиения программы на подпрограммы включают:
- Декомпозиция комплексной программной задачи на простые шаги: это один из двух основных инструментов структурированного программирования и структур данных
- Уменьшение дублированного кода
- Возможность повторного использования кода в других программах
- Разделение крупной программной задачи между различными программистами, или различными стадиями проекта
- Сокрытие деталей реализации от пользователей подпрограммы
- Улучшение прослеживания (большинство языков предоставляют способ получить след вызова который включает в себя имена задействованных подпрограмм и возможно даже больше такой информации как имена файлов и номера строк). Без декомпозиции кода на подпрограммы, отладка была бы серьезно затруднена.

## Механизм подпрограмм, их описание и вызов
В простейшем случае (в ассемблерах) подпрограмма представляет собой последовательность команд (операторов), отдельную от основной части программы и имеющую в конце специальную команду выхода из подпрограммы. Обычно подпрограмма также имеет имя, по которому её можно вызвать, хотя ряд языков программирования допускает использование и неименованных подпрограмм. В языках высокого уровня описание подпрограммы обычно состоит по меньшей мере из двух частей: заголовка и тела. Заголовок подпрограммы описывает её имя и, возможно, параметры, то есть содержит информацию, необходимую для вызова подпрограммы. Тело — набор операторов, который будет выполнен всякий раз, когда подпрограмма будет вызвана.
Вызов подпрограммы выполняется с помощью команды вызова, включающей в себя имя подпрограммы. В большинстве современных языков программирования команда вызова представляет собой просто имя вызываемой подпрограммы, за которым могут следовать фактические параметры (см. ниже).
В следующем примере на языке Паскаль подпрограмма subprog вызывается из основной программы трижды:
```
  
program
 
SubProgExample
;

    
// Описание подпрограммы subprog

    
procedure
 
subprog
;
 
// Заголовок, включающий имя подпрограммы

    
begin
 
// начало тела подпрограммы

      
WriteLn
(
'Bye'
)
;

    
end
;
 
// конец тела подпрограммы

  
begin

    
WriteLn
(
'Hello'
)
;

    
subprog
;
 
// 1-й вызов

    
subprog
;
 
// 2-й вызов

    
subprog
;
 
// 3-й вызов

  
end
.

```

Результатом выполнения такой программы станет вывод строки «Hello» и трёх строк «Bye».
Для сохранения и восстановления контекста выполнения вызывающей процедуры, с целью исключения побочных эффектов, связанных с возможным нежелательным изменением используемых машинных регистров, компилятор формирует для каждой процедуры специальные последовательности команд, называемые прологом и эпилогом процедуры.
Некоторые языки программирования (например, Паскаль, Ада, Модула-2) допускают описание вложенных подпрограмм, то есть помещение подпрограмм внутрь других подпрограмм. Такие вложенные подпрограммы могут использоваться только в той подпрограмме, в которой они описаны. В иных случаях (например, в языке Си) вложение подпрограмм не допускается. Никаких принципиальных преимуществ вложение подпрограмм не даёт, но может быть удобно для более логичной структуризации программы (если какая-то подпрограмма используется только в некоторой другой подпрограмме, логично поместить первую во вторую).

## Параметры подпрограмм

### Назначение параметров
Подпрограммы часто используются для многократного выполнения стереотипных действий над различными данными. Подпрограмма обычно имеет доступ к объектам данных, описанным в основной программе (по крайней мере, к некоторым из них), поэтому для того, чтобы передать в подпрограмму обрабатываемые данные, их достаточно присвоить, например, глобальным переменным. Но такой путь не особенно удобен и чреват ошибками.
Для обеспечения контролируемой передачи параметров в подпрограмму и возврата результатов из неё используется механизм параметров. Параметры описываются при описании подпрограммы (в её заголовке) и могут использоваться внутри процедуры аналогично переменным, описанным в ней. При вызове процедуры значения каждого из параметров указываются в команде вызова (обычно после имени вызываемой подпрограммы).
```
  
program
 
SubProgExample2
;

    
// Описание подпрограммы subprog

    
procedure
 
subprog
(
Line
:
 
String
)
;
 
// Заголовок, включающий имя подпрограммы

    
begin
 
// начало тела подпрограммы

      
WriteLn
(
Line
)
;

    
end
;
 
// конец тела подпрограммы

  
begin

    
WriteLn
(
'Hello'
)
;

    
subprog
(
'Good bye,'
)
;
 
// 1-й вызов

    
subprog
(
'my love,'
)
;
  
// 2-й вызов

    
subprog
(
'good bye!'
)
;
 
// 3-й вызов

  
end
.

```

В приведённом примере параметр Line подпрограммы subprog в каждом вызове получает различное значение, благодаря чему выводятся не одинаковые строки, а разные.

### Формальные и фактические параметры
Чтобы отличать параметры подпрограммы, описанные в её заголовке и теле, от параметров, указываемых при вызове подпрограммы, используются формальные и фактические параметры. Формальные параметры указываются при объявлении или определении подпрограммы, а фактические — непосредственно при её вызове. Так, в последнем примере параметр Line в заголовке и теле подпрограммы subprog — это формальный параметр, а строка  'Good bye' , использованная в первом вызове этой подпрограммы — фактический параметр. При вызове подпрограммы фактические параметры, указанные в команде вызова, становятся значениями соответствующих формальных параметров, чем и обеспечивается передача данных в подпрограмму.

### Способ передачи параметров в подпрограмму
Существует несколько способов передачи параметров в подпрограмму.
- Передача параметров по значению. Формальному параметру присваивается значение фактического параметра. В этом случае формальный параметр будет содержать копию значения, имеющегося в фактическом, и никакое воздействие, производимое внутри подпрограммы на формальные параметры, не отражается на параметрах фактических. Так, если в качестве фактического параметра будет использована переменная, и внутри подпрограммы значение соответствующего формального параметра будет изменено, то фактический параметр останется без изменений.

```
int
 
func1
(
int
 
x
)

{

  
x
=
x
+
2
;

  
return
 
x
;

}

```

- Передача параметров по ссылке. В формальный параметр может быть помещён сам фактический параметр (обычно это реализуется путём помещения в формальный параметр ссылки на фактический). При этом любое изменение формального параметра в подпрограмме отразится на фактическом параметре — оба параметра во время вызова подпрограммы суть одно и то же. Параметры, передаваемые по ссылке, дают возможность не только передавать параметры внутрь подпрограммы, но и возвращать вычисленные значения в точку вызова. Для этого параметру внутри подпрограммы просто присваивается нужное значение, и после возврата из подпрограммы переменная, использованная в качестве фактического параметра, получает это значение.

```
void
 
func2
(
int
 
&
x
)

{

  
x
=
x
+
2
;

}

```

- Передача параметров по имени. В формальный параметр может быть помещено произвольное выражение. При этом вычисление этого выражения произойдёт внутри подпрограммы в тот момент, когда потребуется его значение. Если это значение фигурирует несколько раз, то и вычисляться оно будет тоже несколько раз. Параметры, передаваемые по имени, дают возможность писать довольно универсальные подпрограммы. Такой способ передачи параметров используется, к примеру в языках Алгол или Алгол 68.
- Передача параметров через стек. Это фактически разновидность передачи параметра по значению «с ручным приводом», в данном случае отсутствует понятие формальных и фактических параметров. Все параметры лежат на стеке, причём их типы, количество и порядок не контролируются компилятором. Данный подход реализован в языке Форт.

Язык программирования может предоставлять возможность передавать параметры в подпрограммы либо только по значению, либо по значению и по ссылке, либо по имени и значению. В последних двух случаях для различения способов передачи параметра используются отдельные синтаксическая конструкции (в Паскале это ключевое слово var при описании параметра). В действительности, если язык содержит понятие ссылки (указателя), то можно обойтись и без передачи параметра по ссылке (её всегда можно смоделировать, описав параметр типа «ссылка»), но эта возможность удобна, так как позволяет работать с формальным параметром-ссылкой без разыменования, а также повышает надёжность и безопасность программы.
На параметры, передаваемые по ссылке, накладываются естественные ограничения: фактический параметр, подставляемый на место такого параметра при вызове, обязан быть переменной (то есть иметь адрес), а в языках со строгой типизацией — ещё и иметь в точности такой же тип данных.

## Виды подпрограмм
В языках программирования высокого уровня используется два типа подпрограмм: процедуры и функции.
- Функция — это подпрограмма специального вида, которая, кроме получения параметров, выполнения действий и передачи результатов работы через параметры имеет ещё одну особенность— она всегда должна возвращать результат. Вызов функции является, с точки зрения языка программирования, выражением, он может использоваться в других выражениях или в качестве правой части присваивания.
- Процедура — это независимая именованная часть программы, которую после однократного описания можно многократно вызвать по имени из последующих частей программы для выполнения определенных действий.

В C-подобных языках подпрограмма всегда описывается как функция. Процедура реализуется как функция типа void, то есть имеющая «пустой» тип и, соответственно, не возвращающая никакого значения.
Подпрограммы, входящие в состав классов в объектных языках программирования, обычно называются методами. Этим термином называют любые подпрограммы-члены класса, как функции, так и процедуры; когда требуется уточнение, говорят о методах-процедурах или методах-функциях.